# Schienenverkehr in Peru
Der Schienenverkehr in Peru begann 1851 mit der Eröffnung der Bahnstrecke Callao–Lima. Sie verband den Hafen Callao mit der Hauptstadt Lima und war 13 Kilometer lang.

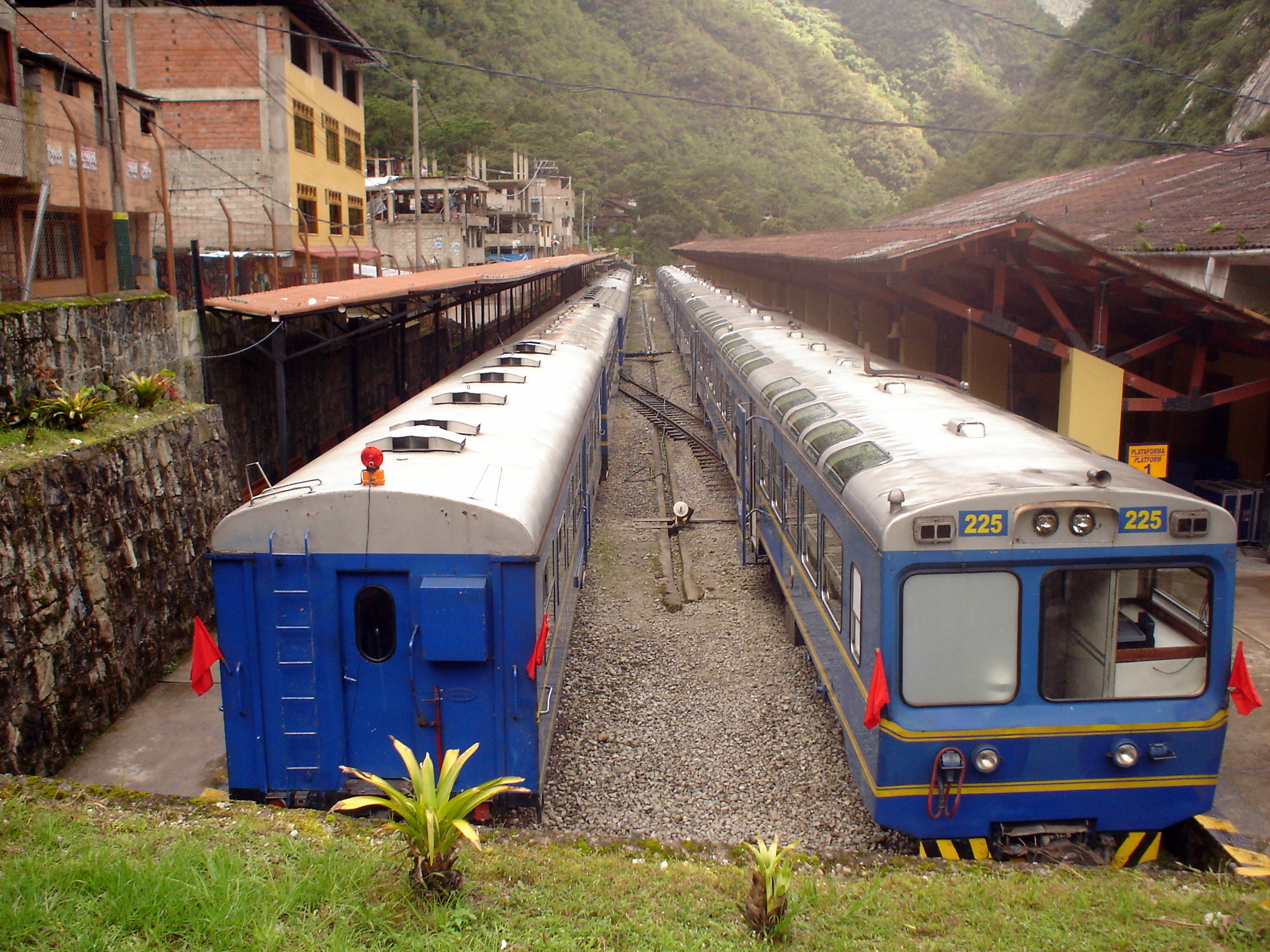
Bahnhof Aguas Calientes (Machu Picchu)

## Voraussetzungen

### Geografie

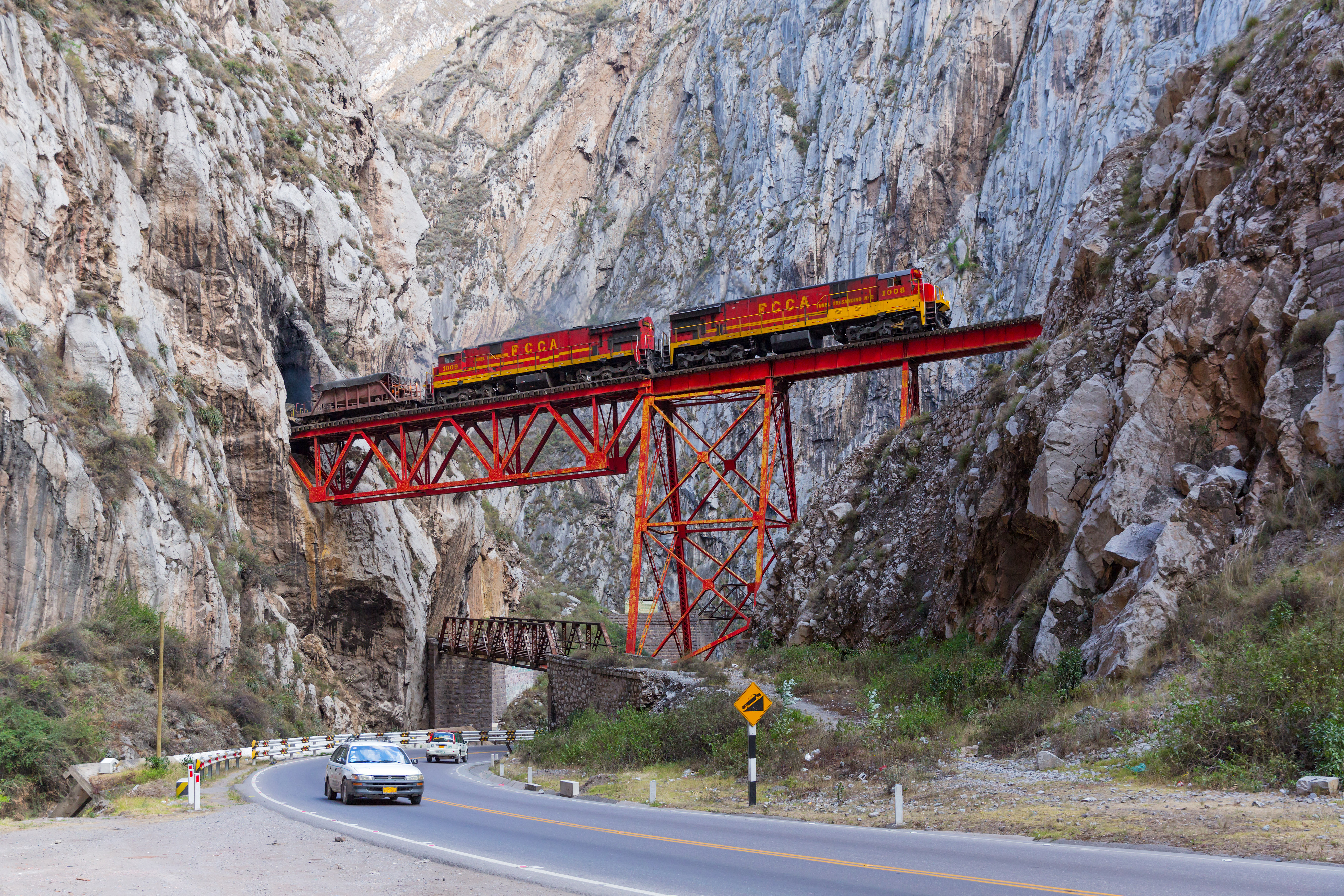
Güterzug beim Aufstieg in die Anden auf der Infiernillo-Brücke

Peru wird in Nord-Süd-Richtung von den Anden durchzogen. Der Küstenstreifen ist oft sehr schmal, gleichwohl lebt hier der größte Teil der Bevölkerung. Dahinter erhebt sich die westliche Kordilleren-Kette, gefolgt vom Hochland, dann folgt die nächste Hochgebirgskette. Die Kordilleren haben Passhöhen von 4.000 m und mehr. Ost-West-Verbindungen für Eisenbahnen erfordern in Peru deshalb Trassen mit gewaltigen Steigungen von mehreren tausend Metern auf relativ kurzen Distanzen. Das macht deren Bau und Betrieb sehr teuer, so dass er nur an zwei Stellen erfolgte, wo sich im Hinterland entsprechendes wirtschaftliches Potential befand: Bei der „Zentralbahn“ waren das reiche Mineralvorkommen, bei der „Südbahn“ die Siedlungszentren Arequipa, Cusco und der Zugang zum Titicacasee mit dem Trajekt nach Bolivien. Die östliche Kordillere mit der Bahn zu überwinden scheiterte letztendlich in den 1950er Jahren, als das Projekt, das Amazonasbecken mit einer Bahn vom Hochland aus zu erreichen, aus Kostengründen abgebrochen wurde.

### Politik
Eine landesweit koordinierte Eisenbahnpolitik gab es nicht. Oft stellten private Interessenten beim Staat den Antrag auf eine Eisenbahn-Konzession, manche Strecken baute und betrieb der Staat auch selbst. Es wurde aber immer nur in einzelnen Strecken gedacht, die Ansätze ein landesweites Eisenbahnnetz zu errichten, blieben in Ansätzen stecken. So hatte das Land schließlich Bahnstrecken in mindestens acht unterschiedlichen Spurweiten.
Eine Katastrophe – auch was die Entwicklung der Eisenbahnen in Peru betrifft – war der Salpeterkrieg (1879–1884), den Peru verlor. Zahlreiche Bahnanlagen wurden zerstört oder beschädigt und das Land war anschließend faktisch zahlungsunfähig.
Solange die Eisenbahn für den Land-Transport größerer Mengen von Gütern oder größerer Zahlen von Personen alternativlos war, entstanden auch in Peru zahlreiche Bahnen – es sollen letztendlich 60 gewesen sein.:4 Aber nur wenige entwickelten sich zu regionalen Netzen. Über die beiden genannten hinaus („Zentralbahn“ und „Südbahn“) gab es noch ein Netz, im Bereich nördlich von Lima und ein weiteres um Trujillo. Alles andere waren Inselbetriebe, die gebaut wurden, um einem Produktionsstandort (oft handelte es sich um agrarische Großbetriebe, die hauptsächlich Zuckerrohr anbauten) Zugang zu einem Hafen an der Pazifikküste zu verschaffen.:5 Die Transportleistung dieser Bahnen verlagerte sich nahezu ausnahmslos auf die Straße, nachdem sich diese Form der Logistik nach dem Zweiten Weltkrieg auch in Peru durchsetzte. Letzte Reste dieser großen Zahl von Inselbetrieben sind die Bahnstrecke Tacna–Arica und die Bahnstrecke Ilo–Toquepala–Cuajone.

## Geschichte

### Anfangsphase

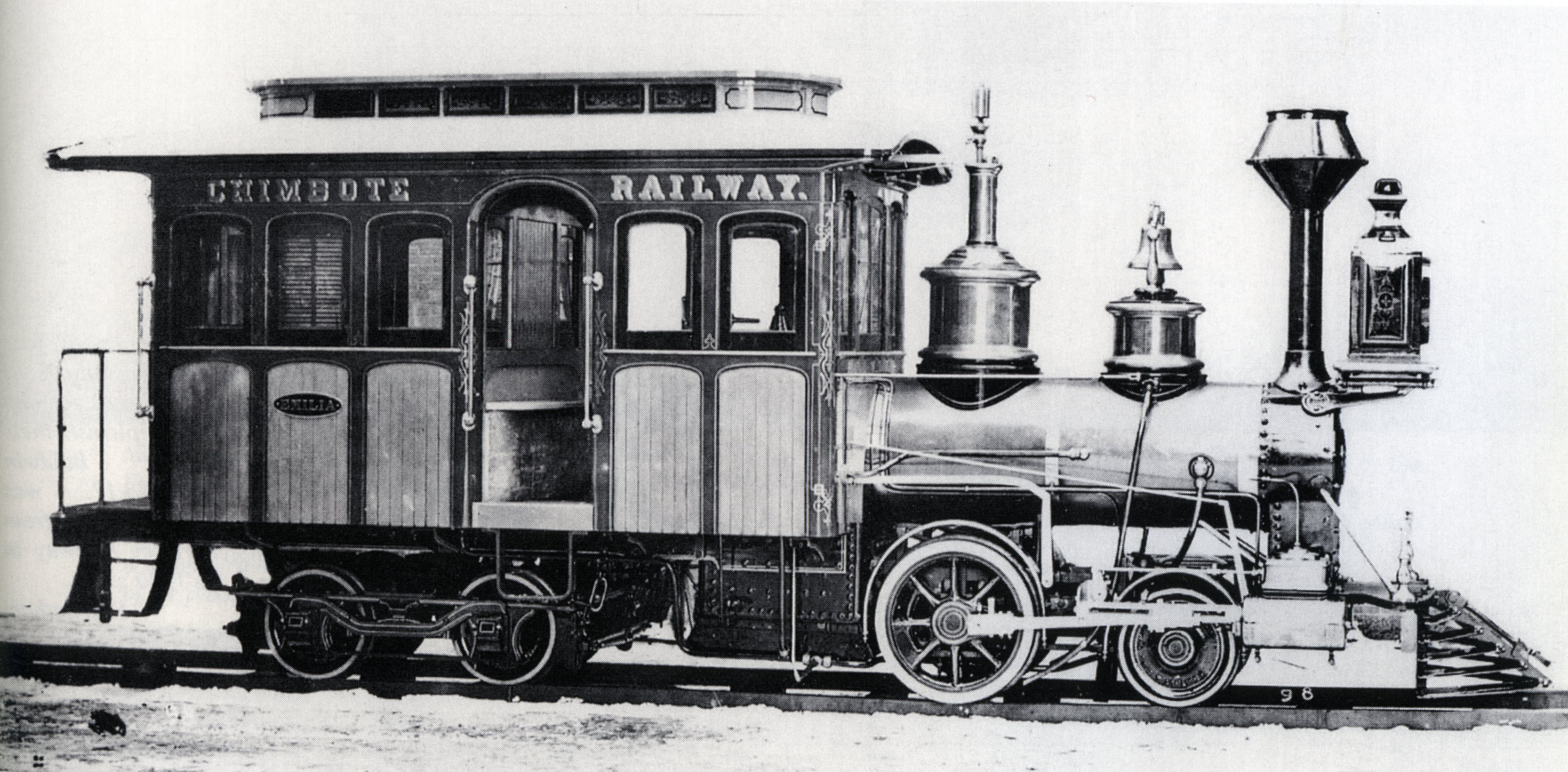
Inspektionslokomotive für die Streckeninspektion, Bahnstrecke Chimbote–Huallanca

Doppelte Spitzkehre bei Viso, Bahnstrecke Lima–La Oroya, um 1893

Nach der Eröffnung der ersten Eisenbahn 1851 ging es zunächst zögerlich voran. Aber mit dem Amtsantritt des Präsidenten José Balta (1868–1872) begannen massive Investitionen in Bahnstrecken, finanziert über Staatsanleihen. Planung und Bau vieler Strecken im Land lag damals in den Händen von Henry Meiggs, der die Großprojekte im Ganzen schnell und technisch einwandfrei umsetzte, allerdings schon 1877 verstarb.

### Die Zeit derPeruvian Corporation
Zwei Jahre später brach der Salpeterkrieg aus. Um die ausländischen Gläubiger der Staatsanleihen zu befriedigen (und damit wieder kreditwürdig zu werden), übergab Peru 1890 die Staatsbahnen auf 66 Jahre an ein Konsortium der Gläubiger, die Peruvian Corporation, die die Bahnen nun selbst betrieb und Zinsen und Tilgung der Anleihen aus dem Gewinn der Eisenbahnen bestreiten sollte. Die Peruvian Corporation gründete zum Betrieb jeder der vom Staat übernommenen Eisenbahnen eine eigene Tochtergesellschaft.
Die Tilgung der Staatsanleihen über den Gewinn aus dem Eisenbahnbetrieb gelang nicht, die fälligen Zinsen konnten im Großen und Ganzen erwirtschaftet werden. Umgekehrt warf der peruanische Staat der Peruvian Corporation, vor, vertraglich übernommene Verpflichtungen – etwa den Bau von 160 km zusätzlicher Strecke – nicht einzuhalten. Der Interessenkonflikt zwischen dem Staat und der Peruvian Corporation führten zu mehrfacher Überarbeitung der vertraglichen Grundlage: Zunächst 1907, dann erneut 1928, als die zeitlich begrenzten Übergabe der Bahnanlagen zum Betrieb auf 66 Jahre in eine endgültige Übergabe an die Peruvian Corporation umgewandelt wurde.:5
Der Höhepunkt der Entwicklung der peruanischen Eisenbahnen lag in den 1930er Jahren, als es etwa 60 Bahnen mit 4400 km Streckenlänge gab. Zwei Drittel davon wurden in den folgenden 50 Jahren aufgegeben:4 und nur wenig neu gebaut. 1972 waren von den durch die Peruvian Corporation betriebenen Strecken nur noch die von „Zentralbahn“ und „Südbahn“ in Betrieb.:5

### Nach der Verstaatlichung
Während der Militärregierung von Präsident Juan Velasco Alvarado (1968–1975) wurden die peruanischen Eisenbahnen – bis auf wenige Ausnahmen – 1971 faktisch verstaatlicht (offiziell bezeichnet als: „Beschlagnahme gegen einen säumigen Schuldner im Interesse des Volkes“). Als Staatsbahn übernahm die Empresa Nacional de Ferrocarriles (ENAFER) zum 1. Januar 1973 den Eisenbahnbetrieb. Bis in die 1980er Jahre fuhren auch noch Bahnen der agrarischen Großbetriebe, die Zuckerrohr anbauten.:7
Drei Netze wurden jahrzehntelang von der staatlichen Bahngesellschaft ENAFER betrieben, die in den 1990er-Jahren wiederum privatisiert wurde.

## Gegenwart

Betriebene Eisenbahnstrecken in Peru (nicht alle Details auf aktuellem Stand)

Das peruanische Schienennetz besteht heute immer noch aus mehreren nicht miteinander verbundenen Teilnetzen. Derzeit sind zwischen 2200 und 2300 Kilometer in Betrieb. Nach der Privatisierung gibt es derzeit mehrere private Betreiber, von denen einige nur als Eisenbahnverkehrsunternehmen, andere auch als Infrastrukturbetreiber tätig sind. Einige weitere Bahnen werden von Bergwerksunternehmen ausschließlich als Werksbahn betrieben.

### Ferrocarril Central Andino

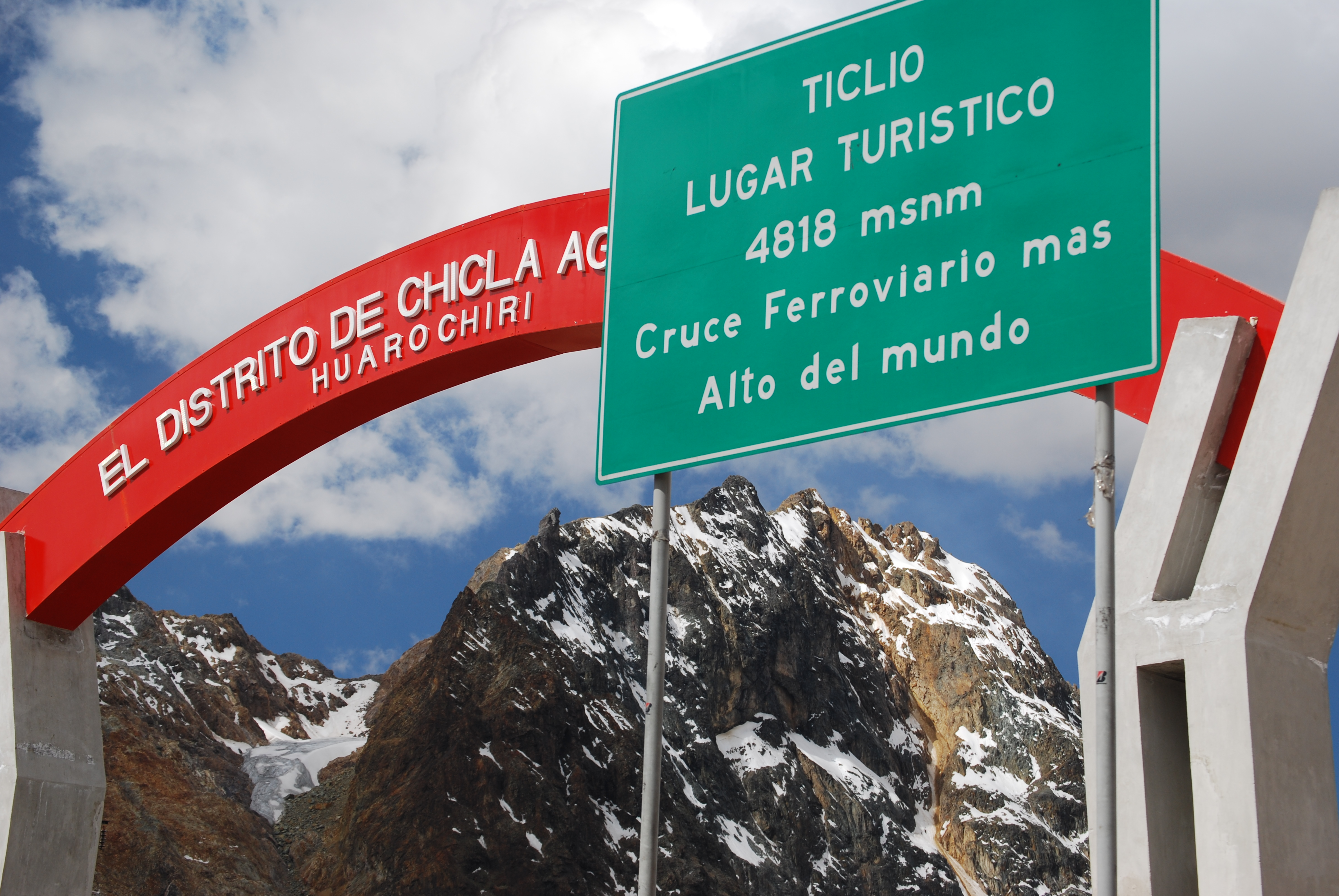
Höchster Punkt auf einem heute aufgegebenen Abzweig der Strecke Lima–La Oroya

Die Ferrocarril Central Andino S. A. betreibt die ehemalige Peruanische Zentralbahn (480 Kilometer). Im Einzelnen handelt es sich um die Strecken
- Lima–La Oroya. Am Paso Ticlio erreicht diese Strecke eine Höhe von 4758 m. Bis 2006 war sie die höchstgelegene normalspurige Bahnstrecke der Welt, in diesem Jahr eröffnete die Volksrepublik China die Lhasa-Bahn mit einer Scheitelhöhe von 5072 m.
- La Oroya–Huancavelica und
- La Oroya–Cerro de Pasco

### Peru Rail
Die PeruRail betreibt die ehemalige Ferrocarril del Sur (900 Kilometer). Im Einzelnen handelt es sich um die
- Bahnstrecke Mollendo–Juliaca (Normalspur). Im Bahnhof Crucero Alto erreicht die Strecke mit einer Höhe von 4470 m ü. M. ihren Scheitelpunkt – auf fast der gleichen Höhe wie die Spitze des Matterhorns (4478 m ü. M.);
- Bahnstrecke Cusco–Puno (Normalspur)
- Bahnstrecke Cusco–Quillabamba (Schmalspur von 914 mm), bindet auch Machu Picchu an.

Auf dem Normalspurnetz von Peru Rail verkehren sowohl touristisch ausgerichtete Züge von Peru Rail selbst als auch Züge des von Orient Express Hotels angeführten Konsortiums FTSA.

### Southern Copper Corporation
Die Bahnstrecke Ilo–Toquepala–Cuajone wird von der Southern Copper Corporation betrieben und dient ausschließlich für deren Güterverkehr von den Tagebauen Toquepala und Cuajone zur Hafenstadt Ilo.

### Provinz Tacna

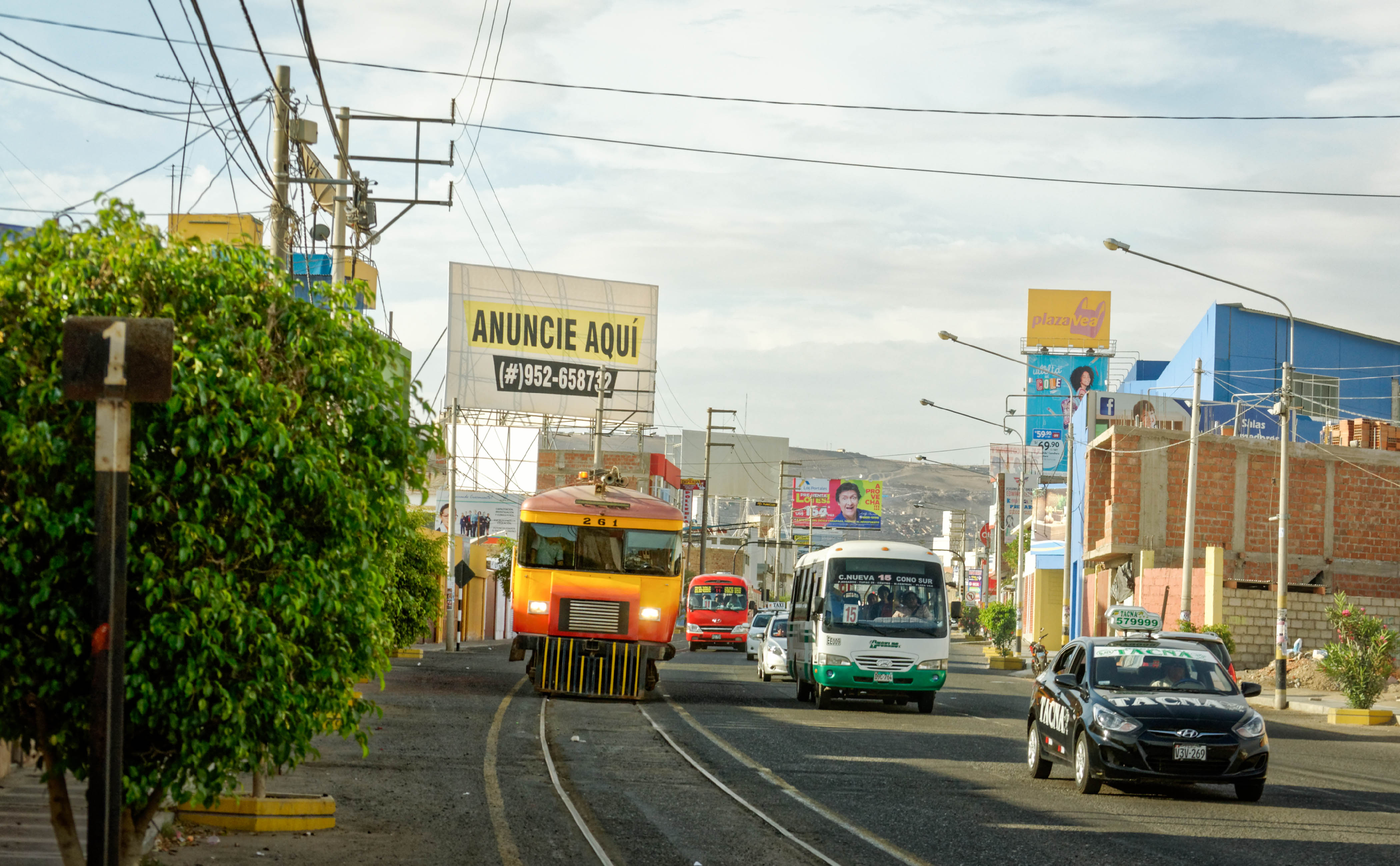
Triebwagen der Eisenbahn Tacna–Arica in Tacna: Einziger grenzüberschreitender Bahnverkehr Perus

Die Regionalregierung der Provinz Tacna betreibt die grenzüberschreitende Bahnstrecke Tacna–Arica nach Chile. Diese bildet den einzigen grenzüberschreitenden Bahnverkehr von Peru.

### Metro Lima
Die Metro Lima betreibt ein etwa 40 Kilometer langes U-Bahn-Netz in der Hauptstadt. Es besteht zurzeit aus einer 35 Kilometer langen in Nord-Süd- und einer fünf Kilometer langen Ost-West-Strecke. Der Ausbau auf fünf Linien ist geplant.

## Zukunft
Das peruanische Ministerium für Verkehr und Kommunikation (MTC) plant eine circa 900 Kilometer lange neue Eisenbahnstrecke vom neuen Containerhafen der COSCO Shipping Ports am Pazifik in Chancay in nordöstlicher Richtung nach Pucallpa. Im Rahmen der chinesischen Belt and Road-Initiative und des Projektes Central Bi-Oceanic Railway Corridor ist eine Weiterführung in das angrenzende Brasilien bis zum Atlantik angedacht.
Ein weiteres, bereits in Planung befindliches Projekt ist die zweigleisige, elektrifizierte Strecke von Lima, Distrikt Villa El Salvador entlang der Pazifikküste in das 280 Kilometer weiter südlich gelegene Ica. Sie wird 47 Kilometer auf Brücken und Viadukten sowie 32 Kilometer in Tunneln verlaufen. Die Höchstgeschwindigkeit soll im Güterverkehr 100 und im Personenverkehr 200 km/h betragen.

## Besonderheiten
Zu den Besonderheiten der peruanischen Eisenbahnen zählen die zahlreichen Spitzkehren, mit denen die Bahnstrecken Cusco–Quillabamba und Lima–La Oroya die Steigungen in den Anden erklimmen.
Eine weitere Besonderheit war die internationale Eisenbahnfähre über den Titicacasee zwischen den Häfen Puno (Peru) und Puerto Guaqui (Bolivien).